# Swarco Holding
Die SWARCO AG mit Konzernsitz in Wattens, Tirol, Österreich ist die Muttergesellschaft der SWARCO-Gruppe, die zu den weltweit führenden Herstellern und Anbietern von Produkten, Systemen, Services und Komplettlösungen für Verkehrssicherheit und intelligentes Verkehrsmanagement zählt. Die Unternehmensgruppe verfügt über Firmen und Standorte in 25 Ländern und ist mit ihren Lösungen in über 80 Ländern weltweit präsent. Rund 5300 Mitarbeiterinnen und Mitarbeiter erwirtschafteten im Geschäftsjahr 2022 erstmals einen Umsatz von mehr als 1 Milliarde Euro. Durch starke Akquisitionstätigkeiten im Geschäftsjahr 2021 stieg die Mitarbeiterzahl auf gut 5300. 2021 setzte die Firmengruppe 826,1 Mio. € bei 3890 Beschäftigten um.

## Konzernstruktur
Die SWARCO AG ist eine nicht börsennotierte, österreichische Holding, die über die Manfred Swarovski Privatstiftung, die MS Management GmbH und die Witwe des Gründers Manfred Swarovski (1940 – 2018) in Familieneigentum steht.  Die SWARCO AG hält 100 % oder Mehrheitsbeteiligungen an den rund 80 Tochtergesellschaften der Gruppe. 

## Geschichte
Gründungsort der Unternehmensgruppe ist Amstetten in Niederösterreich, wo Manfred Swarovski 1969 seine erste Fabrik – M. Swarovski – zur Herstellung von Mikroglasperlen als Retroreflex-Partikel für Straßen-Bodenmarkierungen errichtete. Seither hat sich SWARCO stark diversifiziert und gehört heute zu den führenden Anbietern von Produkten, Systemen und Services für Verkehrssicherheit und intelligentes Verkehrsmanagement. LED-Straßenbeleuchtung und Elektroladestationen zählen mittlerweile ebenfalls zum Produktportfolio des Unternehmens. Im Jahr 2007 konnte SWARCO seinen Umsatz um 33,3 Prozent auf 219 Millionen Euro steigern. Nach 340 Mio. EUR Umsatz im Jahr 2008 gelang der SWARCO-Gruppe im Geschäftsjahr 2009 eine Umsatzsteigerung von 22,5 % auf 416,50 Mio. EUR. 2011 konnte ein Umsatz von 440 Mio. EUR erreicht werden. 2015 betrug der Nettoumsatz 581,60 Mio. EUR. 2016 konnte ein Umsatz von 615,40 Mio. EUR erreicht werden. 2017 betrug der Nettoumsatz 675,10 Mio. EUR. Nach der Akquisition des amerikanischen Verkehrstechnologieunternehmens McCain Inc. per 31. August 2016 zeichnet sich auch für 2016 eine deutliche Umsatzsteigerung ab.
Seit 2013 befindet sich am Firmensitz in Wattens die SWARCO Traffic World, ein Showroom, der 2015 erweitert wurde und unterschiedliche Produkte und Lösungen aus den Bereichen Verkehrsmanagement, Verkehrssicherheit und LED-Straßenbeleuchtung präsentiert.
Am 23. Juli 2015 erfolgte der aktienrechtliche Squeeze-out des im Mehrheitseigentum befindlichen Tochterunternehmens Swarco Traffic Holding AG, die am 1. Februar 2016 in die Swarco Traffic Holding GmbH umgewandelt wurde.